# 浦嶋嶺至
浦嶋 嶺至（うらしま れいじ、1964年8月2日 - ）は、日本の漫画家、イラストレーター。東京都在住。男性。旧ペンネームは浦島 礼仁、浦嶋 礼仁。読み方は現ペンネームと同じ。主に男性向け成人向け漫画を手がける。
東京電機大学工学部在学中、3年の時に森林林檎のアシスタントとなり、後に司書房の『コミックラム』の編集長に勧められ1988年11月に同誌の8号にて、「STAIR-GOBLIN」で商業誌デビュー。1989年、同大学中退。1990年代にはふくしま政美のアシスタントを経験。
1995年にペンネームを浦島礼仁から浦嶋礼仁に改名し、2005年1月25日より、浦嶋嶺至と改名して現在に至る。
『漫画ばんがいち』（コアマガジン）などで活動。また、漫画以外でも、2012年2月には「憂恋の花」で映画監督としてもデビューした。

## 作品リスト

### 単行本
浦島礼仁名義
- ただ今アシスト募集中!（辰巳出版）1991年2月15日
- 彼女の体育祭（辰巳出版）1992年12月
- 通りすがりの猫（メディアックス）1993年8月
- シンデレラホリディ（久保書店）1994年9月
- いつも誰かと朝帰りッ（松文館）1995年8月
- 素敵なメイドさん（桜桃書房）1996年7月
- 放課後デート倶楽部（蒼竜社）1999年7月
- カム・トゥ・マイ・ベッド・サイド（桜桃書房）2001年6月
- 甘くせつない夜（オークラ出版）2001年6月

浦嶋嶺至名義
- ぬきまん。（松文館）2008年9月24日

## その他
- 三峯徹と交友関係があり、2010年10月15日放送の『タモリ倶楽部』では三峯の解説者として出演した[3]。
- 過激な性描写の漫画やアニメの販売を規制する東京都青少年の健全な育成に関する条例について、東京都副知事の猪瀬直樹が2010年12月5日にTwitterで「夕張市に行って雪かきすればインタビューに応じる」旨の発言を行い[4]、その発言を受けて2011年1月21日に浦嶋は夕張市を訪れ、実際に雪かきを行った[5]。これにより、猪瀬副知事と浦嶋の面会・対談が実現し、その模様はニコニコ動画で生放送されメル友にもなったという[6]。